# Owase, Mie
Owase (尾鷲市 (Vĩ Thứu thị) Owase-shi) là thành phố thuộc tỉnh Mie, Nhật Bản. Tính đến ngày 1 tháng 10 năm 2020, dân số ước tính thành phố là 16.252 người và mật độ dân số là 84 người/km2. Tổng diện tích thành phố là 192,7 km2.

## Địa lý

### Đô thị lân cận
- Mie
  - Kumano
  - Kihoku
- Nara
  - Kamikitayama

### Khí hậu
| Dữ liệu khí hậu của Owase, Mie           | Dữ liệu khí hậu của Owase, Mie | Dữ liệu khí hậu của Owase, Mie | Dữ liệu khí hậu của Owase, Mie | Dữ liệu khí hậu của Owase, Mie | Dữ liệu khí hậu của Owase, Mie | Dữ liệu khí hậu của Owase, Mie | Dữ liệu khí hậu của Owase, Mie | Dữ liệu khí hậu của Owase, Mie | Dữ liệu khí hậu của Owase, Mie | Dữ liệu khí hậu của Owase, Mie | Dữ liệu khí hậu của Owase, Mie | Dữ liệu khí hậu của Owase, Mie | Dữ liệu khí hậu của Owase, Mie |
| Tháng                                    | 1                              | 2                              | 3                              | 4                              | 5                              | 6                              | 7                              | 8                              | 9                              | 10                             | 11                             | 12                             | Năm                            |
| ---------------------------------------- | ------------------------------ | ------------------------------ | ------------------------------ | ------------------------------ | ------------------------------ | ------------------------------ | ------------------------------ | ------------------------------ | ------------------------------ | ------------------------------ | ------------------------------ | ------------------------------ | ------------------------------ |
| Cao kỉ lục °C (°F)                       | 22.4 (72.3)                    | 27.1 (80.8)                    | 26.5 (79.7)                    | 30.3 (86.5)                    | 33.1 (91.6)                    | 37.3 (99.1)                    | 38.6 (101.5)                   | 38.4 (101.1)                   | 36.6 (97.9)                    | 31.9 (89.4)                    | 29.8 (85.6)                    | 25.6 (78.1)                    | 38.6 (101.5)                   |
| Trung bình ngày tối đa °C (°F)           | 11.5 (52.7)                    | 12.4 (54.3)                    | 15.4 (59.7)                    | 19.7 (67.5)                    | 23.2 (73.8)                    | 25.7 (78.3)                    | 29.6 (85.3)                    | 30.9 (87.6)                    | 27.9 (82.2)                    | 23.4 (74.1)                    | 18.8 (65.8)                    | 14.0 (57.2)                    | 21.0 (69.9)                    |
| Trung bình ngày °C (°F)                  | 6.5 (43.7)                     | 7.2 (45.0)                     | 10.3 (50.5)                    | 14.7 (58.5)                    | 18.7 (65.7)                    | 21.9 (71.4)                    | 25.8 (78.4)                    | 26.8 (80.2)                    | 23.8 (74.8)                    | 18.8 (65.8)                    | 13.7 (56.7)                    | 8.8 (47.8)                     | 16.4 (61.5)                    |
| Tối thiểu trung bình ngày °C (°F)        | 2.0 (35.6)                     | 2.3 (36.1)                     | 5.3 (41.5)                     | 9.9 (49.8)                     | 14.4 (57.9)                    | 18.6 (65.5)                    | 22.7 (72.9)                    | 23.5 (74.3)                    | 20.4 (68.7)                    | 14.9 (58.8)                    | 9.1 (48.4)                     | 4.2 (39.6)                     | 12.3 (54.1)                    |
| Thấp kỉ lục °C (°F)                      | −6.9 (19.6)                    | −6.2 (20.8)                    | −5.0 (23.0)                    | −1.9 (28.6)                    | 2.8 (37.0)                     | 8.6 (47.5)                     | 13.8 (56.8)                    | 12.6 (54.7)                    | 9.4 (48.9)                     | 3.7 (38.7)                     | −1.3 (29.7)                    | −4.6 (23.7)                    | −6.9 (19.6)                    |
| Lượng Giáng thủy trung bình mm (inches)  | 106.0 (4.17)                   | 118.8 (4.68)                   | 233.8 (9.20)                   | 295.4 (11.63)                  | 360.5 (14.19)                  | 436.6 (17.19)                  | 405.2 (15.95)                  | 427.3 (16.82)                  | 745.7 (29.36)                  | 507.6 (19.98)                  | 211.5 (8.33)                   | 121.3 (4.78)                   | 3.969,6 (156.28)               |
| Lượng tuyết rơi trung bình cm (inches)   | trace                          | 1 (0.4)                        | 0 (0)                          | 0 (0)                          | 0 (0)                          | 0 (0)                          | 0 (0)                          | 0 (0)                          | 0 (0)                          | 0 (0)                          | 0 (0)                          | trace                          | 1 (0.4)                        |
| Số ngày giáng thủy trung bình (≥ 1.0 mm) | 5.6                            | 6.6                            | 9.5                            | 9.8                            | 11.0                           | 14.6                           | 13.0                           | 11.7                           | 13.9                           | 12.0                           | 7.3                            | 5.9                            | 120.9                          |
| Số ngày tuyết rơi trung bình (≥ 1 cm)    | 0.1                            | 0.2                            | 0                              | 0                              | 0                              | 0                              | 0                              | 0                              | 0                              | 0                              | 0                              | 0.1                            | 0.4                            |
| Độ ẩm tương đối trung bình (%)           | 60                             | 61                             | 63                             | 68                             | 74                             | 81                             | 82                             | 80                             | 80                             | 76                             | 71                             | 64                             | 72                             |
| Số giờ nắng trung bình tháng             | 179.8                          | 170.5                          | 192.9                          | 191.0                          | 181.7                          | 124.2                          | 158.6                          | 178.4                          | 130.5                          | 136.3                          | 152.6                          | 174.5                          | 1.965,9                        |
| Nguồn: Cục Khí tượng Nhật Bản            |                                |                                |                                |                                |                                |                                |                                |                                |                                |                                |                                |                                |                                |